# 尤里·马斯柳科夫
尤里·德米特里耶维奇·马斯柳科夫（俄语：Ю́рий Дми́триевич Маслюко́в，1937年9月30日—2010年4月1日）苏联党和国家领导人，苏联解体后为叶利钦的第一副总理。

## 生平
1937年，生于塔吉克斯坦苦盏的工人家庭。
1962年，毕业于列宁格勒机械学院。
1962年，在苏联国防工业部伊热夫斯克科技研究所当工程师。
1966年，加入苏联共产党。
1970年，任伊热夫斯克机器制造厂分厂总工程师。
1974年，任苏联国防工业部总局局长。
1979年，任苏联国防工业部副部长。
1982年，任苏联国家计划委员会第一副主席。
1985年，任苏联部长会议副主席。
1986年，为苏共中央委员。
1988年，为苏共中央政治局候补委员。任苏联部长会议第一副主席、苏联国家计委主席。
1990年，任苏联总统委员会委员。
1991年，任苏联副总理、国家军事工业委员会主席。
1995年，为俄罗斯联邦国家杜马经济政策委员会主席，俄罗斯共产党团议员。
1998年，任俄罗斯联邦工业贸易部部长。
1998年，任第一副总理。
1999年，为国家杜马议会代表、俄罗斯共产党团议员。
2000年，任俄罗斯联邦国家杜马经济政策委员会主席。
2010年，因车祸去世。